# 旭町 (東大阪市)
旭町（あさひまち）は、大阪府東大阪市にある地名。2025年現在、丁目がつかない単独町名である。

## 地理
東大阪市の東部に位置する。東は喜里川町、南は昭和町、西は桜町、北は鷹殿町に接する。

## 歴史

### 沿革
- 1966年（昭和41年）、枚岡市河内町の一部より旭町成立。
- 1967年（昭和42年）、枚岡市が布施市・河内市と合併し、東大阪市の一部となる[5]。

## 世帯数と人口
2025年（令和7年）3月31日現在の世帯数と人口は以下の通りである。
| 町名 | 世帯数    | 人口    |
| ---- | --------- | ------- |
| 旭町 | 1,440世帯 | 2,658人 |

### 人口の変遷
国勢調査による人口の推移。
| 1995年（平成7年）  | 3,763人 | [ 6 ]  |  |
| 2000年（平成12年） | 3,683人 | [ 7 ]  |  |
| 2005年（平成17年） | 3,420人 | [ 8 ]  |  |
| 2010年（平成22年） | 3,240人 | [ 9 ]  |  |
| 2015年（平成27年） | 2,965人 | [ 10 ] |  |
| 2020年（令和2年）  | 2,806人 | [ 11 ] |  |

### 世帯数の変遷
国勢調査による世帯数の推移。
| 1995年（平成7年）  | 1,343世帯 | [ 6 ]  |  |
| 2000年（平成12年） | 1,406世帯 | [ 7 ]  |  |
| 2005年（平成17年） | 1,369世帯 | [ 8 ]  |  |
| 2010年（平成22年） | 1,347世帯 | [ 9 ]  |  |
| 2015年（平成27年） | 1,317世帯 | [ 10 ] |  |
| 2020年（令和2年）  | 1,332世帯 | [ 11 ] |  |

## 学区
市立小・中学校に通う場合、学区は以下の通りとなる。
| 番/番地等 | 小学校                 | 中学校                 |
| --------- | ---------------------- | ---------------------- |
| 全域      | 東大阪市立縄手北小学校 | 東大阪市立縄手北中学校 |

## 事業所
2021年（令和3年）現在の経済センサス調査による事業所数と従業員数は以下の通りである。
| 町名 | 事業所数 | 従業員数 |
| ---- | -------- | -------- |
| 旭町 | 82事業所 | 708人    |

## 交通

### バス
2025年6月現在
- 近鉄バス[14]
東花園線：旭町
四條畷線：東体育館前 - 鷹殿町

### 道路
- 国道170号

## 施設
- 東大阪市旭町庁舎
- 東大阪商工会議所 東支所
- 東大阪市立縄手北小学校
- 紀陽銀行 東大阪支店

## 郵便
- 郵便番号：579-8048[3]（集配局：枚岡郵便局[15]）。

## ギャラリー

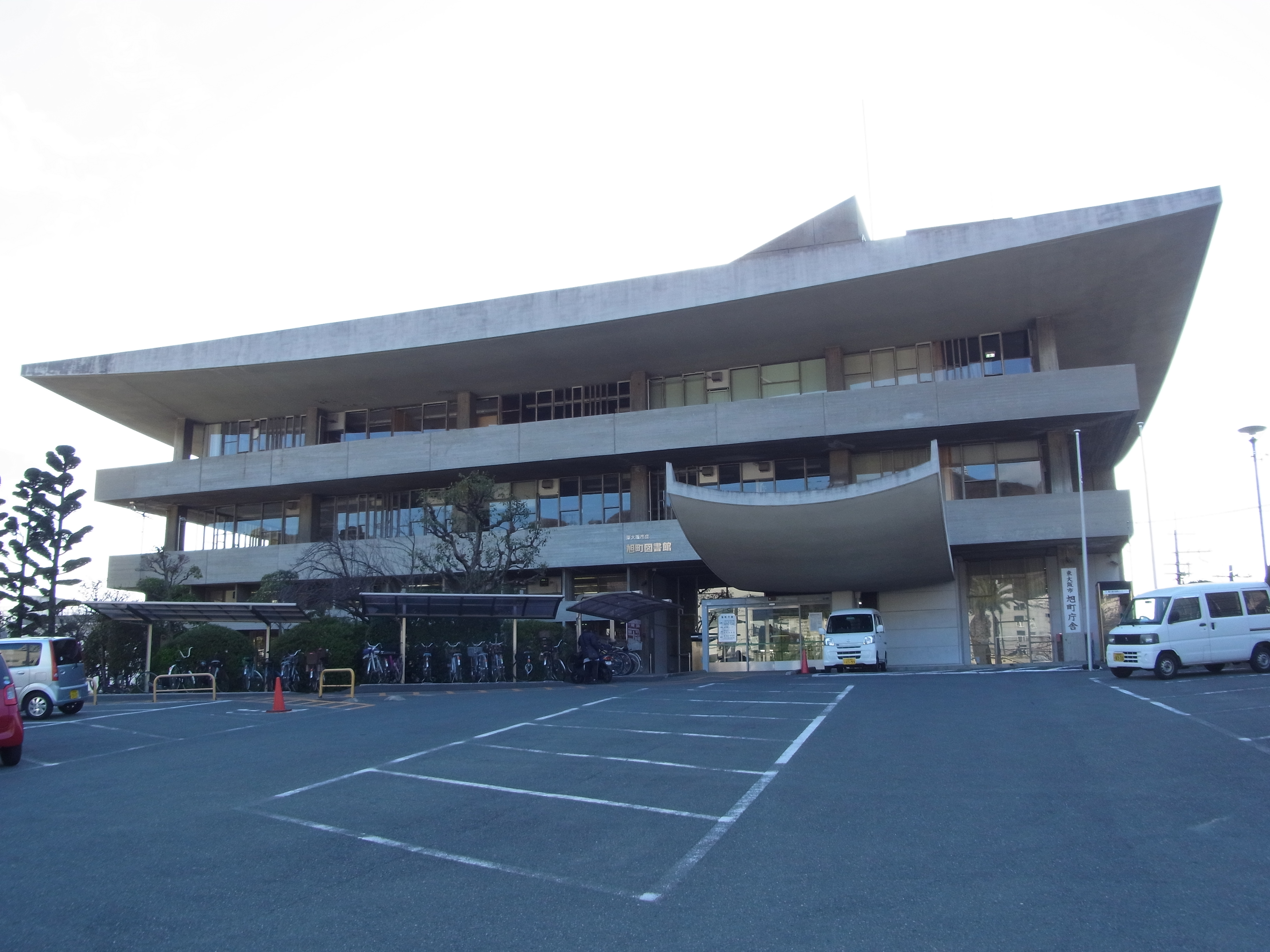
東大阪市旭町庁舎
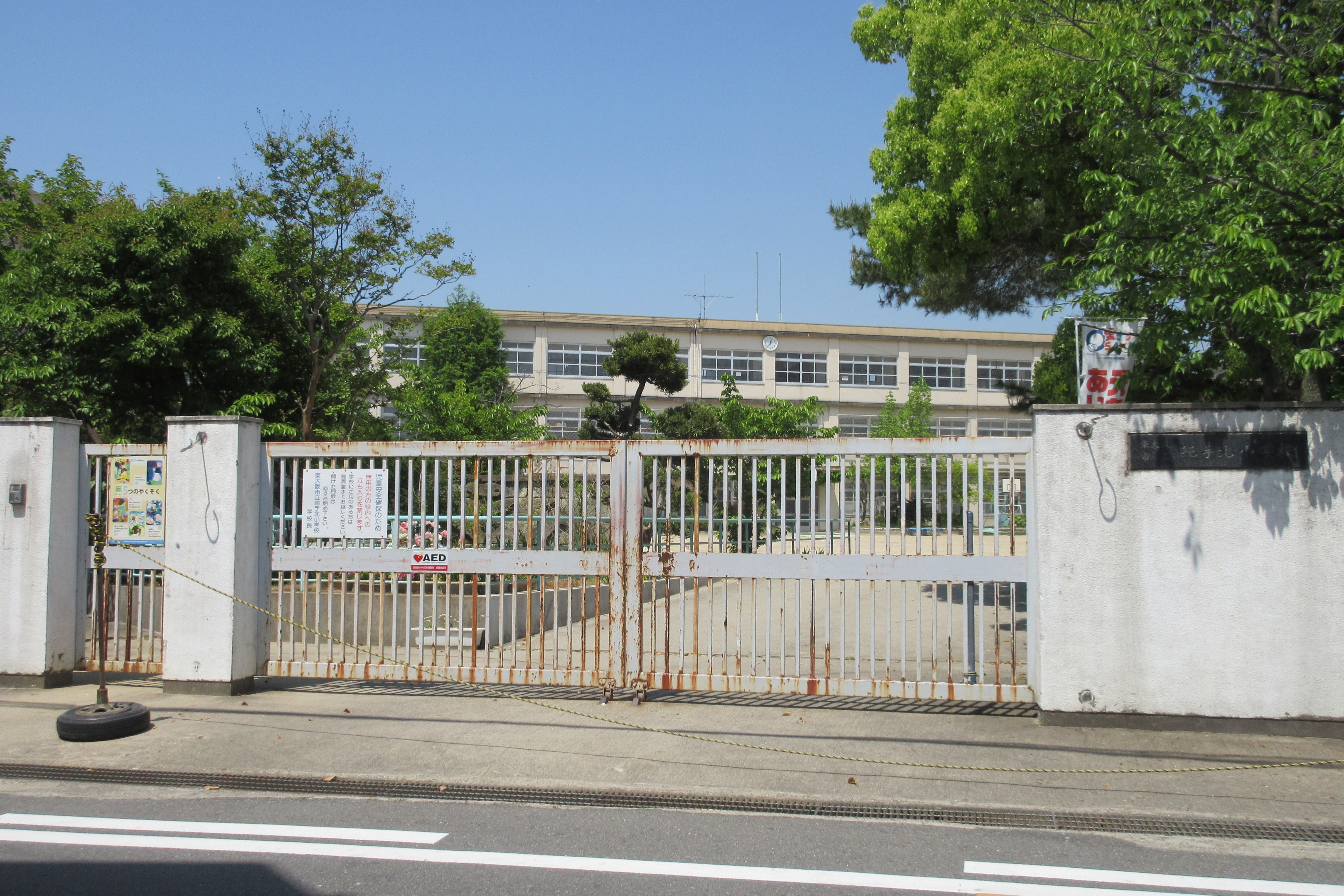
東大阪市立縄手北小学校